# 198989 Valeriethomas
198989 Valeriethomas è un asteroide della fascia principale. Scoperto nel 2005, presenta un'orbita caratterizzata da un semiasse maggiore pari a 2,2708727 au e da un'eccentricità di 0,1401951, inclinata di 3,10496° rispetto all'eclittica.